# Acrocercops serrigera
Acrocercops serrigera är en fjärilsart som beskrevs av Edward Meyrick 1915. Acrocercops serrigera ingår i släktet Acrocercops och familjen styltmalar.
Artens utbredningsområde är:
- Ecuador.
- Peru.

Inga underarter finns listade i Catalogue of Life.